# Kleine Viezerik
Kleine Viezerik (KV), artiestennaam van Renaldo Dollard (Amsterdam, 28 oktober 1982), is een Nederlandse rapper uit Amsterdam. Hij is bekend van onder meer het televisieprogramma Ali B op volle toeren, waarin hij met Ali B een eigen versie van de gouwe ouwe Telkens weer van Willeke Alberti maakte. Sinds eind 2015 gebruikt hij Rick Versace als artiestennaam.

## Biografie
Dollard is een rapper uit Amsterdam-Nieuw West, die vooral bekend is om zijn rauwe uiterlijk. Zo heeft hij allerlei tatoeages in zijn gezicht en zijn tanden zijn van witgoud.
In 2009 bracht hij zijn eerste mixtape uit, waarna hij in 2009 werd genomineerd voor een State Awards in de categorie Rookie of the Year.
In 2010 maakte hij samen met Dio, Jayh, Kempi en Ado'nis een remix van Dio's hitsingle Cool. Aan het einde van het jaar bracht Kleine Viezerik zijn debuutalbum N Zie de Boy uit. Ook werd hij genomineerd voor een State Awards als Beste LiveAct.
Begin 2011 deed hij mee met het programma Ali B op volle toeren. Volgens de formule van het programma werd de rapper gekoppeld aan een bekende zanger/zangeres van het Nederlandse lied en Kleine Viezerik werd daarbij gekoppeld aan Willeke Alberti. Daarna moest de rapper een rap-remake maken van een van de grootste hits van Willeke en kreeg Willeke de taak om een remake - in haar eigen stijl - te maken van de grootste hit van de rapper. Kleine Viezerik maakte samen met collega-rapper en presentator van het programma Ali B een remake van Willeke's Telkens Weer uit 1975 en Willeke ging aan de slag met Meisje Luister (2010).
Hij was dat jaar ook een van de deelnemers aan het eerste seizoen van de remake van het televisieprogramma Fort Boyard, o.a. samen met collega-rappers en mede-ABOVT deelnemers Darryl en Negativ. Rapper Winne gaf in 2010 zijn 101 Barz Award aan Kleine Viezerik, omdat hij vond dat hij hem had verdiend.
In 2011 stond hij op het album van U-Niq en in augustus was 'KV' te gast bij het NTR-programma De Dino Show. In 2012 deed Kleine Viezerik mee aan het SBS6 programma Sterren Springen. In het najaar nam hij deel aan het AVRO-programma Maestro. In dit programma voor "amateur"dirigenten wist hij de zevende aflevering te halen.
In 2015 speelde Kleine Viezerik de rol van Tube in de Net5 serie Bagels & Bubbels. Een jaar later is hij te zien als Mo in de film Familieweekend.
Kleine Viezerik veranderde eind 2015 z'n artiestennaam in Rick Versace. Dat deed de rapper omdat hij dat bij zijn ontwikkeling vond passen.

## Prijzen en nominaties
| Jaar | Prijs             | Categorie          | Muziek                       |     |
| ---- | ----------------- | ------------------ | ---------------------------- | --- |
| 2009 | State Awards 2009 | Rookie of the Year |                              | Nom |
| 2010 | State Awards 2010 | Beste Live Act     |                              | Nom |
| 2011 | State Awards 2011 | Beste Artiest      |                              | Win |
| 2011 | State Awards 2011 | Beste Album        | N Zie De Boy                 | Nom |
| 2011 | State Awards 2011 | Beste Single       | Meisje Luister met Mr. Probz | Nom |
| 2011 | State Awards 2011 | Beste Live Act     |                              | Nom |
| 2011 | 3VOOR12 Award     | Beste Album        | N Zie De Boy                 | Nom |

## Discografie

### Hitnoteringen
- Singles

| Single met eventuele hitnotering(en) in de Nederlandse Top 40 | Datum van verschijnen | Datum van binnenkomst | Hoogste positie | Aantal weken | Opmerkingen                                          |
| ------------------------------------------------------------- | --------------------- | --------------------- | --------------- | ------------ | ---------------------------------------------------- |
| Cool                                                          | 2010                  | 30-01-2010            |                 |              | Dio, Jayh, Adonis & Kempi / #69 in de Single Top 100 |

- Albums

| Album met eventuele hitnotering(en) in de Nederlandse Album Top 100 | Datum van verschijnen | Datum van binnenkomst | Hoogste positie | Aantal weken | Opmerkingen |
| ------------------------------------------------------------------- | --------------------- | --------------------- | --------------- | ------------ | ----------- |
| N Zie de Boy                                                        | 2010                  | 30-10-2010            | 87              | 1            |             |

### Gastoptredens
| Jaar | Nummer         | Nummer                 | Album                  | Album        |
| Jaar | Naam           | met                    | Naam                   | Albumartiest |
| ---- | -------------- | ---------------------- | ---------------------- | ------------ |
| 2010 | Het Spijt me   | Willy                  | Succes                 | Willy        |
| 2010 | Duif op de Dam | Big2, Burgs & Sjaak    | Ik Ben Twan            | Big2         |
| 2010 | Exctacy        | Gikkels & Krulle       | Uit M'n Cocon Gekropen | Gikkels      |
| 2010 | Moordenaar     |                        | Goed Ontmoet           | SirOJ        |
| 2011 | Vuile Was      | U-Niq, Crooks & RBDjan | Scheepsrecht           | U-Niq        |

## Videoclips
| Jaar | Naam           | van Album          |
| ---- | -------------- | ------------------ |
| 2009 | Buit           | Mooi Kwaai Boy     |
| 2010 | Hheeyy         | Mooi Kwaai Boy     |
| 2010 | Tattooboyz     | Kleine Viezerik EP |
| 2010 | Meisje Luister | N Zie de Boy       |
| 2011 | Ik Rock        | N Zie de Boy       |
| 2011 | Shawty         |                    |
| 2012 | Futurola       |                    |

- Gastoptredens
  - 2010 - Nixxx Aan Je ft. Ado'nis & RBdjan
  - 2010 - Cool Remix ft. Dio, Jayh, Ado'nis & Kempi
  - 2010 - Duif op de Dam ft. Big2, Burgs & Sjaak
  - 2013 - 4 De Snelle Jongens ft. BDM